# Ust-Maja
Ust-Maja (russisch Усть-Ма́я; jakutisch Уус Маайа) ist eine Siedlung städtischen Typs in der Republik Sacha (Jakutien) in Russland mit 2923 Einwohnern (Stand 14. Oktober 2010).

## Geographie
Der Ort liegt gut 300 km Luftlinie südöstlich der Republikhauptstadt Jakutsk am linken Ufer des bedeutendsten Lena-Nebenflusses Aldan, gegenüber der Einmündung der Maja.
Ust-Maja ist Verwaltungszentrum des Ulus Ust-Maiski. Die Siedlung ist Sitz der Stadtgemeinde (gorodskoje posselenije) Possjolok Ust-Maja, zu der das Dorf Ust-Judoma, knapp 150 km südlich unweit der Mündung der Judoma in die Maja, gehört.

## Geschichte
Die Siedlung wurde 1930 als Basis für die Erschließung der weiter östlich, in den Einzugsgebieten der Flüsse Judoma und Allach-Jun gelegenen Goldfelder gegründet. Der Ortsname bezieht sich auf die Lage an der Majamündung (Ust- von russisch ustje für Mündung). 1931 wurde Ust-Maja Verwaltungszentrum des neu gebildeten Ulus (Rajons). Seit 1957 besitzt Ust-Maja den Status einer Siedlung städtischen Typs. 1972 verlor die Siedlung ihre Funktion als Rajonverwaltungssitz an die Bergbausiedlung Solnetschny, erhielt sie jedoch 1992 zurück.

### Bevölkerungsentwicklung
| Jahr | Einwohner |
| ---- | --------- |
| 1939 | 1325      |
| 1959 | 2290      |
| 1970 | 2819      |
| 1979 | 2990      |
| 1989 | 3514      |
| 2002 | 3165      |
| 2010 | 2923      |

Anmerkung: Volkszählungsdaten

## Verkehr
Ust-Maja ist Endpunkt einer knapp 250 km langen Winterpiste vom nordwestlich benachbarten Uluszentrum Amga, das wiederum über die Straße R502 von Nischni Bestjach bei Jakutsk über Maija erreicht werden kann. Eine weitere Winterpiste verläuft von Ust-Maja zum linken Ufer des Aldan gegenüber der gut 50 km nordöstlich (flussabwärts) gelegenen Siedlung Eldikan, von wo eine befestigte Straße durch die Goldbergbaugebiete im Osten des Ulus bis Jugorjonok an der Judoma führt. Es gibt vage Pläne des Ausbaus der Winterstraßen für ganzjährigen Betrieb, zunächst bis Ust-Maja und dann weiter ungefähr entlang der alten Handelsroute Amgino-Ajanski trakt (Amga-Ajan-Trakt) bis Ajan, um so eine kürzestmögliche Verbindung zwischen Zentraljakutien und dem Ochotskischen Meer zu schaffen.
Etwa 8 km südwestlich der Siedlung befindet sich unmittelbar am Aldan beim Dorf Petropawlowsk der kleine Flughafen Ust-Maja (ICAO-Code UEMU).